# Fallopia dentatoalata
Fallopia dentatoalata (F.Schmidt) Holub – gatunek rośliny z rodziny rdestowatych (Polygonaceae Juss.). Występuje naturalnie w Rosji (na Syberii, Japonii, na Półwyspie Koreańskim oraz w Chinach (w prowincjach Anhui, Gansu, Hebei, Heilongjiang, Henan, Hubei, Jiangsu, Jilin, Junnan, Kuejczou, Liaoning, Qinghai, Shaanxi, Shanxi, Syczuan i Szantung, a także w regionie autonomicznym Mongolia Wewnętrzna). 

## Morfologia
PokrójRoślina jednoroczna dorastająca do 1–2 m wysokości. Pędy są wijące się i pnące.
LiścieIch blaszka liściowa ma owalny kształt. Mierzy 3–6 cm długości oraz 2,5–4 cm szerokości, o sercowatej nasadzie i spiczastym wierzchołku. Ogonek liściowy jest nagi i osiąga 2–4 cm długości. Gatka ma brązową barwę, jest błoniasta i dorasta do 3–4 mm długości.
KwiatyZebrane w grona o długości 4–12 cm, rozwijają się w kątach pędów lub na ich szczytach. Mają 5 listków okwiatu o eliptycznym kształcie i barwie od białej do zielonkawej, zewnętrzne są skrzydlate i rosną po przekwitnięciu. Pręcików jest 8.
OwoceTrójboczne niełupki o elipsoidalnym kształcie i czarnej barwie, osiągają 4–5 mm długości.

## Biologia i ekologia
Rośnie w lasach mieszanych oraz na stokach. Występuje na wysokości do 2800 m n.p.m. Kwitnie od czerwca do września, natomiast owoce dojrzewają od lipca do października.